# Playworks
Playworks — организация социального предпринимательства, занимающаяся разработкой программ физического воспитания и предотвращения детского насилия в школах для детей из малообеспеченных семей. 

## История
Playworks основана в 1996 году Джилл Вайалет. Незадолго до этого Вайалет говорила с директором одной из оклендских школ, которая жаловалась на высокий уровень насилия среди детей во время перемен и говорила, что этого можно было избежать, если правильно организовать детский досуг во время перерывов между занятиями. 
Организация предоставляет школам для детей из малообеспеченных семей тренеров (обычно недавних выпускников колледжей), которые работают с детьми во время перемен и после занятий. Тренер организует игровой процесс, учит навыкам общения и разрешения конфликтов.
Цена программы — 23500 долларов. К 2011 году Playworks работали с 320 школами в 15 городах.
Основатель Playworks Джилл Вайалет является членом фонда Ашока и включалась в список 30 главных социальных предпринимателей мира по версии Forbes.